# Naturschutzgebiet Hülsenhaine im Schellenberger Wald
Das Naturschutzgebiet Hülsenhaine im Schellenberger Wald ist ein Naturschutzgebiet im Essener Stadtteil Heisingen, nördlich des Baldeneysees. Das Gebiet zählt zum Schellenberger Wald.

## Beschreibung
Das Gelände des Schutzgebietes, das von mehreren Wegen durchquert wird, fällt zum Norden hin steil ab. Im Süden wird es von Wohnbebauung begrenzt. 

## Schutzwürdige Flora und Fauna
Als wertvoll wird der Buchen- und Eichenmischwald mit altem Baumbestand sowie die reich entwickelte Strauch- und Krautschicht und der hohe Bestand von Stechpalmen angesehen. Weitere nennenswerte Bestände gibt es an Rotbuchen, Stieleichen, Waldsauerklee, Waldmeister, Echtem Nelkenwurz, Springkräutern, Großem Hexenkraut sowie Efeu und Wald-Frauenfarn.
Zudem ist das Schutzgebiet Rückzugsort verschiedener Tierarten.

## Schutzziele
Ziel ist es, den alten Waldbestand im Bereich intensiv genutzter Wälder zu schützen. Dazu wird darauf geachtet, das Altholz zu bewahren und die Eutrophierung zu vermeiden.